# Scorpaena dispar
Scorpaena dispar és una espècie de peix pertanyent a la família dels escorpènids.

## Descripció
- Fa 23 cm de llargària màxima.
- En general, és de color pàl·lid amb alguns pigments foscos.[4][5]

## Hàbitat
És un peix marí, associat als esculls de corall i de clima tropical que viu entre 36-118 m de fondària.

## Distribució geogràfica
Es troba a l'Atlàntic occidental: des de Florida (els Estats Units) i el nord del Golf de Mèxic fins al Brasil.

## Observacions
És inofensiu per als humans.